# Francie na Zimních olympijských hrách 2006
Francii na Zimních olympijských hrách v roce 2006 reprezentovala výprava 82 sportovců (50 mužů a 32 žen) ve 10 sportech.

## Medailisté
| Medaile | Jméno                                                                   | Sport                | Soutěž                     |
| ------- | ----------------------------------------------------------------------- | -------------------- | -------------------------- |
| Zlato   | Antoine Dénériaz                                                        | Alpské lyžování      | Muži sjezd                 |
| Zlato   | Vincent Defrasne                                                        | Biatlon              | Muži stíhací závod 12,5 km |
| Zlato   | Florence Baverelová-Robertová                                           | Biatlon              | Ženy sprint                |
| Stříbro | Joël Chenal                                                             | Alpské lyžování      | Muži obří slalom           |
| Stříbro | Roddy Darragon                                                          | Běh na lyžích        | Muži sprint                |
| Bronz   | Julien Robert Vincent Defrasne Ferréol Cannard Raphaël Poirée           | Biatlon              | Muži štafeta 4 x 7,5 km    |
| Bronz   | Delphyne Peretto Florence Baverel-Robert Sylvie Becaert Sandrine Bailly | Biatlon              | Ženy štafeta 4 x 6 km      |
| Bronz   | Sandra Laouraová                                                        | Akrobatické lyžování | Ženy boule                 |
| Bronz   | Paul Henri Delerue                                                      | Snowboarding         | Muži snowboard cross       |